# Hluboká u Borovan

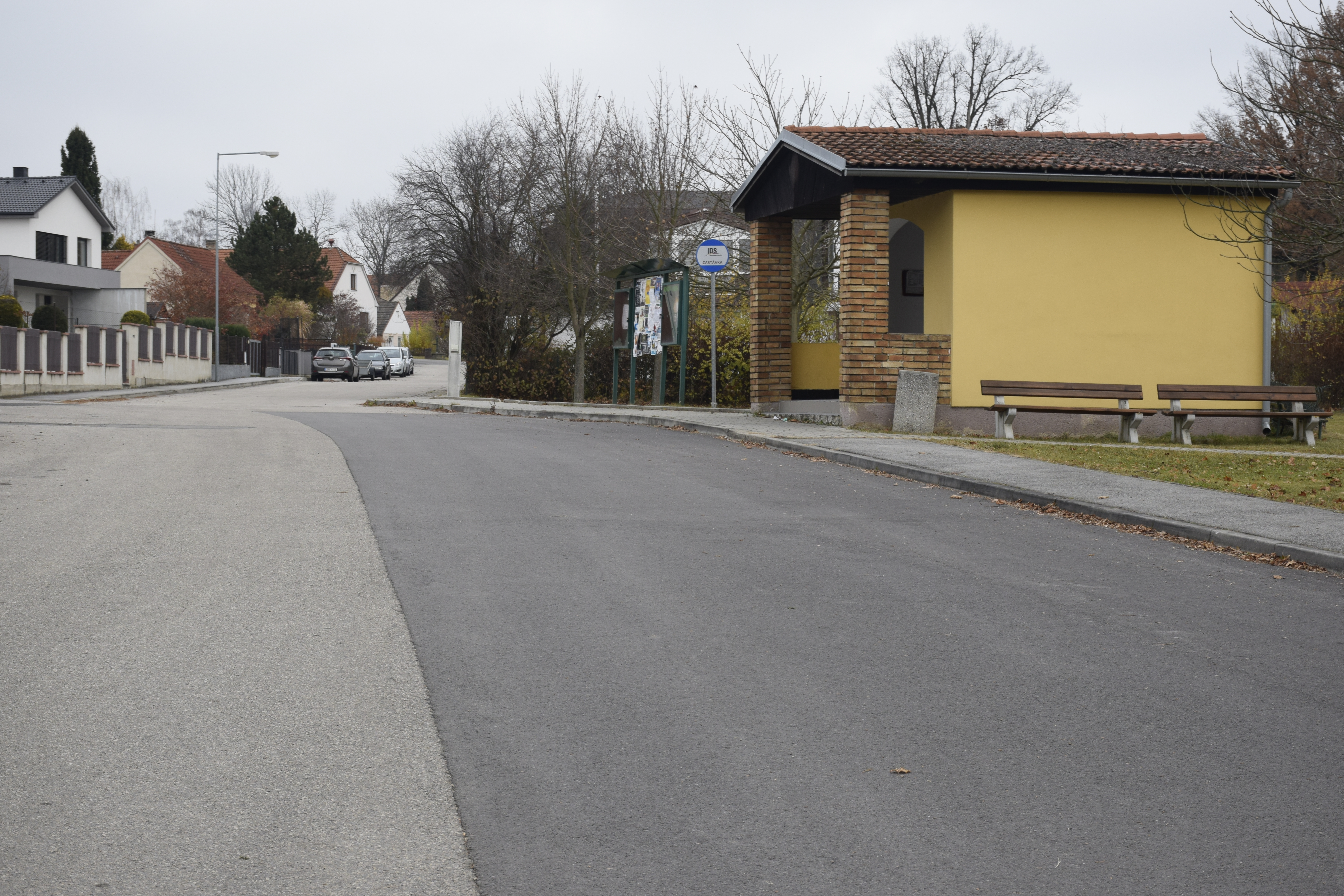
Ortsansicht

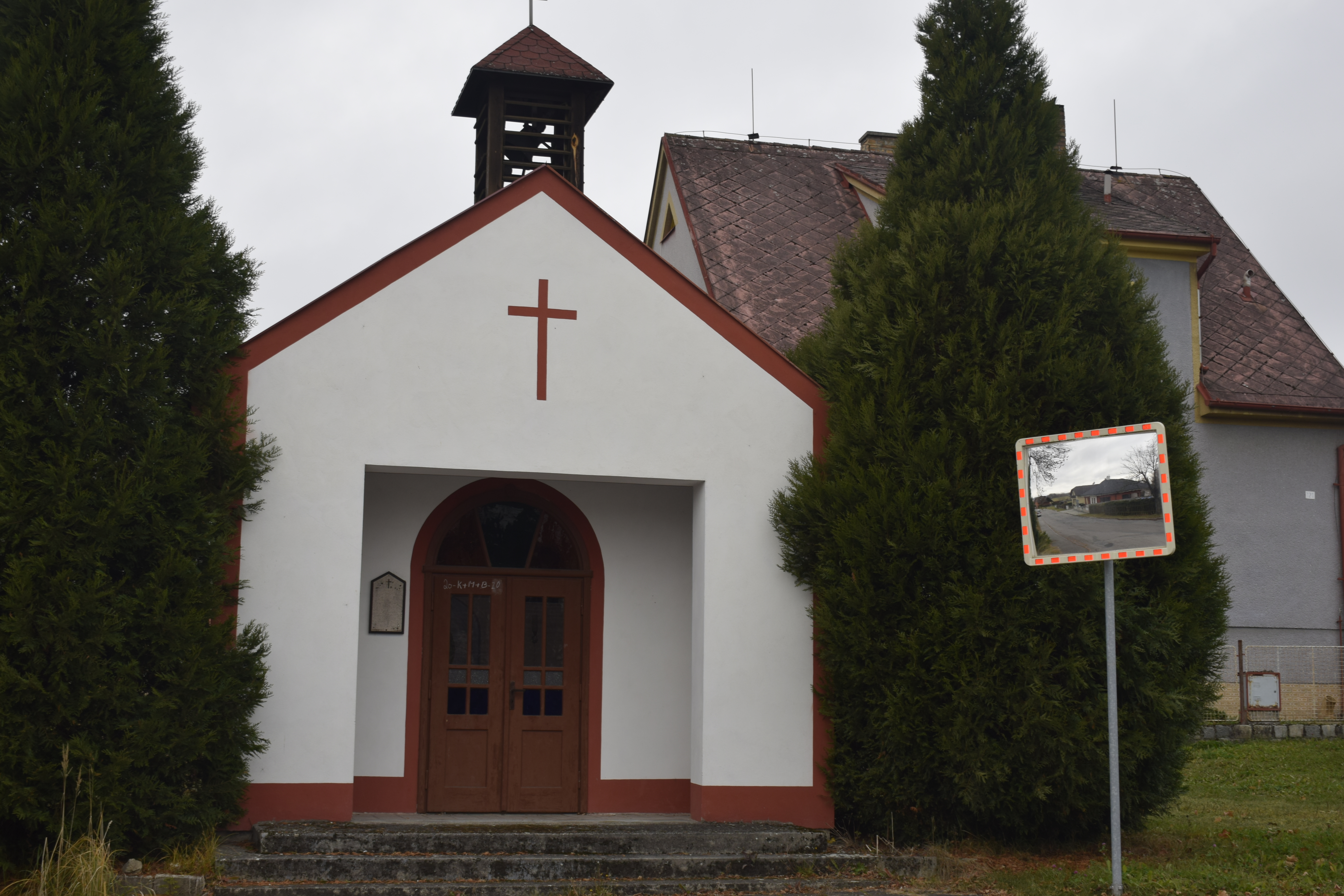
Kapelle des hl. Johannes von Nepomuk

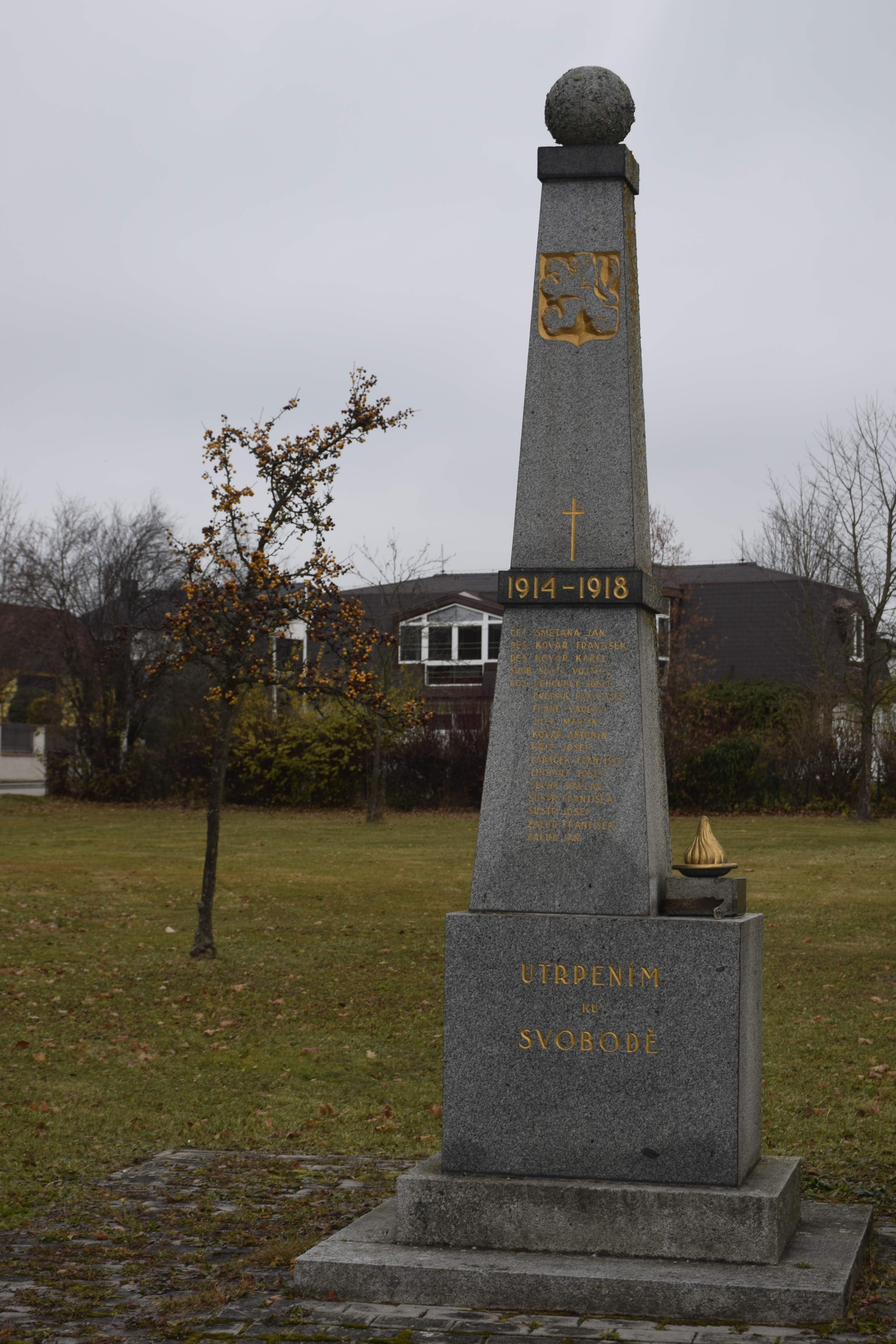
Gedenkstein für die Gefallenen des Ersten Weltkrieges

Hluboká u Borovan, bis 1960 Hluboká (deutsch Hluboka) ist ein Ortsteil der Stadt Borovany (Forbes) in Tschechien. Er liegt drei Kilometer östlich von Borovany und gehört zum Okres České Budějovice.

## Geographie
Das Platzdorf Hluboká u Borovan befindet sich am Rande des Wittingauer Beckens (Třeboňská pánev) um den Teich Příkopa. Am südwestlichen Ortsrand verläuft die Bahnstrecke České Velenice–České Budějovice. An der westlichen Gemarkungsgrenze fließt der Bach Vrcovský potok, der dort in einer Kaskade von Teichen (Baba, Krčín, Výkotná, Linda, Jordán, Bašta, Čilíř und Velký Kristián) aufgestaut wird. Östlich des Dorfes fließt der Petrovický potok, an seinem Lauf liegen die Teiche Těšitel, Kuchyňka und Probošt. Die breite sumpfige Aue der Stropnice (Strobnitz) mit den Teichen Horní Vlčinek, Dolní Vlčinek, Duchna, Horní Blatník, Dolní Blatník und Šejkovec bildet die südliche Gemarkungsgrenze.
Nachbarorte sind Petrovice (Petrowitz) im Norden, Lhota, Vlachnovice (Wlachnowitz) und Kramolín (Kramolin) im Nordosten, Jílovice (Jilowitz) im Osten, Na Zastávce und Brouskův Mlýn (Brousekmühle) im Südosten, Peškův Mlýn (Peschekmühle), Třebeč (Triebsch) und Jednota im Süden, Dvorec (Wurzen) im Südwesten, Borovany im Westen sowie Růžov (Rosenstein), Chrastí und Vrcov (Wirzau) im Nordwesten.

## Geschichte
Das Dorf entstand wahrscheinlich im 13. oder zu Beginn des 14. Jahrhunderts um einen Vladikensitz. Die erste schriftliche Erwähnung erfolgte 1357 als Besitz des Drslaw von Hluboka. Sitz der Vladiken von Hluboka war eine im Teich Příkopa gestandene Wasserfeste. Im zweiten Viertel des 15. Jahrhunderts erwarb der Budweiser Bürger Peter von Linden das Gut Hluboka und machte die Wasserfeste zu seinem Sitz. Nach dem Tod seines einzigen Sohnes stiftete er 1454 das Augustiner-Chorherrenstift Forbes. König Ladislaus Postumus bestätigte ihm im selben Jahre den Kauf des Gutes Hluboka und des Hofes Borowan. Nach Peter von Lindens Tod 1471/72 fielen das Gut Hluboka und der Hof Borowan seiner Witwe Anna zu. Nach deren Tod erbte 1477 das Chorherrenstift Forbes den Besitz und vereinigte ihn mit seinen Gütern. In der Folgezeit erlosch die Wasserfeste, erhalten blieb nur der Hof. In der berní rula von 1654 sind für Hluboka zehn große Bauerngüter aufgeführt. Später wurde das Dorf um etliche Chaluppen erweitert. Im Zuge der Josephinischen Reformen wurde das Stift Forbes 1785 aufgelöst; das Gut Forbes fiel dem Religionsfonds zu, der es 1787 dem Fürsten Johann Prokop von Schwarzenberg verkaufte. 1788 bestand Hluboka einschließlich zwei anliegenden Höfen und einer Einöde aus 29 Häusern.
Im Jahre 1840 bestand das im Budweiser Kreis gelegene Dorf Hluboka aus 33 Häusern mit 224 tschechischsprachigen Einwohnern. Im Ort gab es einen herrschaftlichen Meierhof. Nach Hluboka konskribiert waren drei Einschichten: der herrschaftliche Meierhof Neuhof, das Hluboker Hegerhaus und das Wlčinetzer Hegerhaus. Pfarrort war Forbes. Bis zur Mitte des 19. Jahrhunderts blieb Hluboka dem Allodialgut Forbes untertänig.
Nach der Aufhebung der Patrimonialherrschaften bildete Hluboká / Hluboka ab 1850  mit den Ortsteilen Dvorec / Wurzen und Vrcov / Wrtzau sowie den Ansiedlungen Cikánov und Chrastí eine Gemeinde im Gerichtsbezirk Schweinitz. Im Jahre 1868 wurde die Gemeinde dem Bezirk Budweis zugeordnet. 1869 bestand Hluboká aus 41 Häusern und hatte 323 Einwohner. Zwischen 1867 und 1869 erfolgte der Bau der Kaiser Franz Josephs-Bahn; der Zugverkehr auf dem Teilstück wurde am 1. November 1869 – jedoch ohne Halt in Hluboká – aufgenommen. Im Jahre 1900 hatte Hluboká 360 Einwohner, 1910 waren es 387. Im Jahre 1908 löste sich Vrcov (mit Cikánov und Chrastí) von Hluboká los und bildete eine eigene Gemeinde; 1913 wurde auch Dvorec eigenständig.
Nach dem Ersten Weltkrieg zerfiel der Vielvölkerstaat Österreich-Ungarn, die Gemeinde wurde 1918 Teil der neu gebildeten Tschechoslowakischen Republik. Beim Zensus von 1921 lebten in den 62 Häusern von Hluboká 401 Personen, davon 396 Tschechen und ein Deutscher. 1930 lebten in den 85 Häusern von Hluboká 394 Personen. Im Jahre 1934 wurde an der Bahnstrecke České Velenice–České Budějovice der Haltepunkt Hluboká u Borovan eröffnet. Das Kriegerdenkmal auf dem Dorfplatz wurde 1938 enthüllt, daneben pflanzten die Häusler drei Jan Žižka-Linden. Nach dem Münchner Abkommen verblieb Hluboká / Hluboka im Oktober 1938 bei der Tschechoslowakei; zwischen 1939 und 1945 gehörte das Dorf zum Protektorat Böhmen und Mähren. Nach dem Ende des Zweiten Weltkrieges kam Hluboká zur wiedererrichteten Tschechoslowakei zurück. 1949 wurde die Gemeinde Teil des neu gebildeten Okres Trhové Sviny. 1950 bestand Hluboká aus 103 Häusern und hatte 318 Einwohner. Im Zuge der Gebietsreform von 1960 wurde Hluboká dem Okres České Budějovice zugeordnet und erhielt zur Unterscheidung von Hluboká nad Vltavou den amtlichen Namenszusatz „u Borovan“. 1963 erfolgte die Eingemeindung nach Borovany. Im Jahre 1970 lebten in den 99 Häusern von Hluboká u Borovan 338 Personen. 1991 lebten in den 117 Häusern des Dorfes 279 Personen. Beim Zensus von 2011 hatte Hluboká u Borovan 373 Einwohner und bestand aus 42 Wohnhäusern.

## Ortsgliederung
Zu Hluboká u Borovan gehören die Einschichten Nový Dvůr (Neuhof) und Vlčinec.
Der Ortsteil Hluboká u Borovan bildet einen Katastralbezirk.

## Sehenswürdigkeiten
- Kapelle des böhmischen Landesheiligen Johannes Nepomuk, auf dem Dorfplatz
- Gedenkstein für die Gefallenen des Ersten Weltkrieges, aus dem Jahre 1938, auf dem Dorfplatz
- Naturdenkmal Žemlička, am gleichnamigen Teich südöstlich von Hluboká
- Nationales Naturreservat Brouskův mlýn, Feuchtgebiete an der Stropnice südlich des Dorfes